# Накадзава, Юдзи
Юдзи Накадзава (яп. 中澤 佑二 Накадзава Ю:дзи, род. 25 февраля 1978, Йосикава, Сайтама) — японский футболист, игравший на позиции защитника. Выступал в сборной Японии. Участник чемпионатов мира 2006 и 2010 годов, один из 3-х футболистов, более ста раз выходивших на поле в составе сборной Японии.

## Карьера

### Клубная
Накадзава начинал играть в футбол на уровне школьных команд. Получить приглашения от японских клубов Юдзи не удалось и тот перебрался в Бразилию, в клуб «Америка Минейро», надеясь улучшить профессиональные навыки. За проведённый в Южной Америке год японец успел стать победителем юниорской Лиги Минейро.
Вернувшись в Японию, Накадзава отправился на стажировку в «Токио Верди». Юдзи тренировался в клубе, но официально игроком не являлся и заработную плату не получал. Через год после возвращения, в 1999 году, Юдзи подписал профессиональный контракт с «Верди». 13 марта 1999 года защитник дебютировал в Джей-лиге в матче с «Сересо Осака», а месяцем позже забил свой первый мяч, отличившись в игре с «Нагоя Грампус». Уже в своём первом сезоне Накадзава попал в символическую сборную чемпионата и был признан «новичном года». Тогда же Юдзи впервые был вызван в сборную Японии.
В 2002 году защитник перешёл в «Иокогама Ф. Маринос» и сразу же занял место в основе команды. Накадзава внёс свой вклад в победу команды в чемпионате в 2003 и 2004 годах, причём в сезоне 2004 году он стал обладателем награды самому ценному игроку лиги. В каждом из последующих сезонов Юдзи появлялся на поле более 20-и раз. Является капитаном клуба.

### Международная
В 1999 году Филипп Трусье вызвал Накадзаву в сборную Японии. Вначале молодой защитник играл в составе олимпийской команды, приняв участие в отборочных, а затем и финальных матчах Олимпийских игр 2000 года. 8 сентября 1999 года Юдзи дебютировал и в основной команде, сыграв в матче с Ираном. 13 февраля 2000 года он забил свой первый мяч за сборную, отличившись в отборочном матче к Кубку Азии с Сингапуром.
В 2000 году Накадзава принял участие в Кубке Азии, который японцы выиграли и сыграл в 3-х матчах, однако приглашения на домашний чемпионат мира в 2002 году защитник не получил.
Под руководством нового тренера Зико Накадзава стал чаще играть в составе национальной команды, образовав связку в центре защиты с Цунэясу Миямото. Юдзи был важной частью японской команды на Кубке Азии 2004, сыграв во всех матчах и показав высокую для защитника результативность — 3 мяча.
В 2006 году Юдзи впервые в своей карьере сыграл на мундиале, но яркой игры японцы не показали. После чемпионата Накадзава заявил о завершении международной карьеры, но позже изменил своё решение и через 6 месяцев после заявления был вызван Ивицей Осимом на товарищеский матч с командой Перу. В 2007 году Накадзава сыграл на своём третьем Кубке Азии 2007, однако японцы не смогли защитить титул и заняли лишь 4-е место.
14 февраля 2010 года Юдзи провёл свою сотую игру за сборную, сыграв в матче Кубка Восточной Азии с Южной Кореей. Накадзава стал третьим игроком в истории японской сборной (после Масами Ихары и Ёсикацу Кавагути), преодолевшим отметку в сто игр. В том же 2010 году 32-летний Накадзава вновь был включён в заявку сборной на чемпионат мира.

## Достижения

### Командные
«Иокогама Ф. Маринос»
- Чемпион Японии: 2003, 2004

Сборная Японии
- Победитель Кубка Азии:2000, 2004

### Индивидуальные
- Новичок года в Джей-лиге: 1999
- Самый ценный игрок Джей-лиги: 2004
- Игрок года в Японии: 2004
- Попадание в символическую сборную Джей-лиги: 1999, 2003, 2004, 2005, 2008